# Taurongia ambigua
Taurongia ambigua là một loài nhện trong họ Desidae. Chúng được miêu tả năm 2005 bởi Gray.